# Kazimierz Szmidt
Kazimierz Szmidt (ur. 31 sierpnia 1937, zm. 24 września 2016) – polski zawodnik i trener piłkarski.

## Życiorys
W 1962 jako zawodnik Rakowa Częstochowa awansował z III ligi zagłębiowskiej do II ligi i do 1965 rozegrał w niej, w barwach Rakowa, 86 spotkań strzelając 42 gole, co czyniło go najskuteczniejszym zawodnikiem częstochowskiej drużyny. W latach 1965–1968 jako zawodnik Zagłębia Sosnowiec rozegrał w najwyższej klasie rozgrywkowej 19 meczów (strzelając jednego gola). W latach 1968–1970 był zawodnikiem AKS-u Niwka Sosnowiec.
Po zakończeniu kariery zawodniczej pracował jako trener. W latach 1974–1975 był trenerem AKS-u Niwka Sosnowiec, zaś w latach 1981–1983 Zagłębia Sosnowiec. Był również trenerem Victorii Jaworzno.